# Adenia lewallei
Adenia lewallei är en passionsblomsväxtart som beskrevs av André Georges Marie Walter Albert Robyns. Adenia lewallei ingår i släktet Adenia och familjen passionsblomsväxter. Inga underarter finns listade i Catalogue of Life.